# Ruth Arnon
Ruth Arnon (Tel Aviv, 1º giugno 1933) è una biochimica israeliana ed è fra gli scopritori del farmaco Copaxone, utilizzato nel trattamento della sclerosi multipla.

## Biografia
Nata a Tel Aviv. Ha studiato chimica alla Hebrew University di Gerusalemme e durante il servizio militare si è sposata con Uriel Arnon. La coppia ha due figli. Nel 1957 è entrata al Weizman Institute a Rehovot per un dottorato di ricerca e lì ha compiuto tutta la sua carriera rcoprendo negli anni posizioni di rilievo quali la direzione del Dipartimento di Immunologia clinica, Preside della Facoltà di Biologia e Vice presidente dell'Istituto.

## Carriera Scientifica
Ha iniziato il dottorato al Weizman Institute sotto la supervisione di Michael Sela e da allora la loro collaborazione è andata avanti per decenni. Ella costruì il primo antigene sintetico e sviluppò un farmaco capace di sopprimere la sclerosi multipla nel modello animale, farmaco che dopo 30 anni di sperimentazione è stato approvato per la cura di questa malattia. Più recentemente ha inventato un vaccino anti-influenzale da somministrare per via nasale.
Ha pubblicato più di 400 articoli scientifici ed è stata nominata consulente scientifica del presidente di Israele 

## Premi ed onorificenze
- Nel 1979 Premio Robert Koch.
- Nel 1998 Premio Wolf per la medicina con Michael Sela, per "le loro maggiori scoperte nel campo dell'immunologia."
- Nel 2001 Premio Israele per la medicina.
- Ha inoltre ricevuto il Premio Rothschild per la biologia.